# Ганно-Требинівська сільська рада
| Ганно-Требинівська сільська рада — колишній орган місцевого самоврядування у Устинівському районі Кіровоградської області з адміністративним центром у с. Ганно-Требинівка. Сільській раді були підпорядковані населені пункти: - с. Ганно-Требинівка - с. Костянтинівка |

## Склад ради
Рада складалася з 12 депутатів та голови.

### Керівний склад ради
| ПІБ                              | Основні відомості                                                               | Дата обрання | Дата звільнення |
| -------------------------------- | ------------------------------------------------------------------------------- | ------------ | --------------- |
| Євстратенко Микола Володимирович | Сільський голова, 1962 року народження, освіта                                  | 26.03.2006   | 31.10.2010      |
| Євстратенко Микола Володимирович | Сільський голова, 1962 року народження, освіта середня спеціальна, безпартійний | 31.10.2010   |                 |

Примітка: таблиця складена за даними джерела

## Населення
Згідно з переписом УРСР 1989 року чисельність наявного населення сільської ради становила 785 осіб, з яких 382 чоловіки та 403 жінки.
За переписом населення України 2001 року в сільській раді мешкали 654 особи.

### Мова
Розподіл населення за рідною мовою за даними перепису 2001 року:
| Мова       | Відсоток |
| ---------- | -------- |
| українська | 95,02 %  |
| російська  | 2,64 %   |
| молдовська | 1,71 %   |
| білоруська | 0,31 %   |
| угорська   | 0,16 %   |